# الأمراض القلبية الوعائية المهنية
هي أمراض القلب أو الأوعية الدموية التي تسببها ظروف العمل، ما يجعلها شكلاً من أشكال الأمراض المهنية، إذ تُعد أمراض القلب والأوعية الدموية أحد مسببات الوفاة في الولايات المتحدة الأمريكية. لا يُعرف الكثير عن المخاطر المهنية لأمراض القلب، ولكن توجد علاقة بين أمراض القلب والأوعية الدموية وبعض السموم (متضمنةً ثنائي كبريتيد الكربون والنيتروجليسرين وأول أوكسيد الكربون)، والحرارة الشديدة والبرودة، والتعرض لدخان التبغ، والجسيمات متناهية الصغر، والاكتئاب، والإجهاد المهني، وتشمل المخاطر المهنية الأخرى التي من المحتمل ارتباطها بأمراض القلب والأوعية الدموية الضوضاء في بيئة العمل، ومناوبات العمل، والنشاط البدني في العمل.

## عوامل الخطورة غير الكيميائية
ينص تقرير وحدة إدارة الأعمال لعام 2015 -الذي تضمن مراجعة منهجية لعوامل الخطوة المهنية غير الكيمائية- على وجود ارتباط بين بعض عوامل الخطورة المهنية والإصابة بأمراض القلب والأوعية الدموية، وهذه أمثلة لبعض الحالات:
-       الضغط النفسي.
-       التنبيه المتكرر للجهاز العصبي السمبثاوي.
-       أولئك الذين يعانون من عمل مجهد عقليًا أو عدم القدرة على التحكم في ظروف عملهم، مع عدم الموازنة بين الجهد والمكافأة.
-       أولئك الذين يعانون من انخفاض الدعم الاجتماعي في العمل، أو الذين يعانون من الظلم أو يعانون من فرص غير كافية لتطورهم شخصيًا؛ أو أولئك الذين يعانون من انعدام الاستقرار الوظيفي.
-       أولئك الذين يعملون ليلًا أو لديهم أسابيع عمل طويلة.
-       أولئك الذين يتعرضون للضوضاء في بيئة العمل.
-       ازياد خطر الإصابة بالسكتة الدماغية على وجه التحديد نتيجة التعرض للإشعاع المؤين.
-       اضطرابات النوم، مثل: انقطاع النفس الانسدادي النومي (OSA)، واضطراب النوم الخاص بمناوبات العمل (SWSD)، ومتلازمة تململ الساقين (RLS)، والأرق.
يعاني الذين لديهم ضغوطات في العمل، والذين لديهم مناوبات عمل من ارتفاع ضغط الدم غالبًا، ويكاد لا يوجد اختلاف كبير في نسبة الخطورة بين النساء والرجال، ولكن -رغم ذلك- فإنّ الرجال أكثر عرضة بنحو مرتين من النساء للإصابة والوفاة نتيجة النوبات القلبية أو السكتة الدماغية.

## •       عوامل الخطورة الكيميائية
ينص تقرير وحدة إدارة الأعمال عام 2017 على ارتباط أمراض القلب بالتعرض لغبار السيليكا أو عادم المحرك أو أبخرة اللحام  أو التعرض للزرنيخ، والبنزوبيرين، والرصاص، والديناميت، وثنائي كبريتيد الكاربون، وأول أوكسيد الكربون، وسوائل المعادن، ودخان التبغ في بيئة العمل. كذلك يرتبط العمل في الإنتاج الكهربائي للألمنيوم أو إنتاج الورق باستخدام عملية فصل الألياف بالكبريتات بأمراض القلب. ويوجد أيضًا ارتباط بين أمراض القلب والتعرض للمركبات مثل أحماض الفينوكسي التي تحتوي على الديوكسين TCDD)) أو الأسبستوس، التي لا يُسمح باستخدامها حاليًا في بعض بيئات العمل.
يرتبط التعرض لغبار السيليكا أو الأسبستوس أيضًا بمرض القلب الرئوي. كما أنَّ هنالك أدلة على ارتباط السكتة الدماغية بالتعرض للرصاص، وثنائي كبريتيد الكاربون، وأحماض الفينوكسي التي تحتوي على مادة TCDD في بيئة العمل، وكذلك العمل في إنتاج الألومنيوم كهربائيًا.

## •       المهن عالية الخطورة
-       رجال الإطفاء.
-       ضباط الشرطة.
-       لاعبي اتحاد كرة القدم الأمريكية.
-       سائقي الشاحنات لمسافات طويلة.

### عوامل خطر الأمراض القلب والأوعية الدموية لدى رجال الإطفاء
-       اضطرابات النوم والحرمان الجزئي من النوم.
-       مناوبات العمل والنوم المتقطع بصورة متكررة.
-       الجفاف.
-       الإجهاد الحراري من بيئة العمل، والتمثيل الغذائي، ومعدات الوقاية الشخصية الثقيلة.
-       عبء العمل البدني الناتج عن فترات جلوس طويلة يليها عمل بدني شاق.
-       تنشيط الجهاز السمبثاوي (الاستجابة للقتال أو الهروب)، والضوضاء، وانخفاض مستوى الرؤية في مكان العمل.
-       النشاط البدني غير الكافي.
-       عادات الأكل السيئة.
-       التعرض للدخان، والغازات، والجسيمات متناهية الصغر.
-       الإجهاد المهني الناجم عن التجارب المجهدة أو المؤلمة.